# Atletismo nos Jogos Pan-Americanos de 1995 - 400 m masculino
As provas dos 400 m masculino nos Jogos Pan-Americanos de 1995 foram realizadas em 18 e 19 de março, no Estádio Atlético "Justo Roman".

## Medalhistas
| Ouro                     | Prata              | Bronze                                     |
| Norberto Téllez CUB Cuba | Omar Mena CUB Cuba | Eswort Coombs VIN São Vicente e Granadinas |

## Resultados

### Eliminatórias
| Posição | Eliminatória | Nome             | Nacionalidade                | Tempo | Notas |
| ------- | ------------ | ---------------- | ---------------------------- | ----- | ----- |
| 1       | 1            | Norberto Téllez  | CUB Cuba                     | 46.29 | Q     |
| 2       | 1            | Wenceslao Ferrín | COL Colômbia                 | 46.91 | Q     |
| 3       | 1            | Orville Taylor   | JAM Jamaica                  | 46.91 |       |
| 1       | 2            | Omar Mena        | CUB Cuba                     | 46.23 | Q     |
| 2       | 2            | Chris Jones      | USA Estados Unidos           | 46.24 | Q     |
| 3       | 2            | Michael McDonald | JAM Jamaica                  | 46.26 | q     |
| 1       | 3            | Ian Morris       | TRI Trinidad e Tobago        | 46.61 | Q     |
| 2       | 3            | Eswort Coombs    | VIN São Vicente e Granadinas | 46.64 | Q     |
| 3       | 3            | Wendell Gaskin   | USA Estados Unidos           | 46.66 | q     |

### Final
| Posição           | Nome             | Nacionalidade                | Tempo | Notas |
| ----------------- | ---------------- | ---------------------------- | ----- | ----- |
| Medalha de ouro   | Norberto Téllez  | CUB Cuba                     | 45.38 |       |
| Medalha de prata  | Omar Mena        | CUB Cuba                     | 45.64 |       |
| Medalha de bronze | Eswort Coombs    | VIN São Vicente e Granadinas | 45.68 |       |
| 4                 | Ian Morris       | TRI Trinidad e Tobago        | 45.75 |       |
| 5                 | Chris Jones      | USA Estados Unidos           | 45.82 |       |
| 6                 | Wendell Gaskin   | USA Estados Unidos           | 45.86 |       |
| 7                 | Wenceslao Ferrín | COL Colômbia                 | 46.16 |       |
| 8                 | Michael McDonald | JAM Jamaica                  | 46.21 |       |